# Jean Constantin
Jean Constantin (născut Constantin Cornel Jean; n. 21 august 1927, Techirghiol, România – d. 26 mai 2010, Constanța, România) a fost un actor român de film, estradă, radio, televiziune, scenă, voce și vodevil, care a excelat în roluri comice, considerat „maestrul comediei”. Printre personajele memorabile întruchipate de Constantin se numără cele din seria B.D. (Brigada Diverse), filmele de acțiune și de comedie ale regizorului Sergiu Nicolaescu și bucătarul Ismail din serialul de televiziune Toate pânzele sus (1976).

## Primii ani - Debut
Jean Constantin s-a născut în anul 1927, într-o familie multietnică, mama sa fiind de etnie grecească („Mama mea, grecoaică, venită cu părinții de la Salonic prin 1880 și ceva și se numea Caliopi Stavreg Zaharia”" - Jean Constantin) iar tatăl său de etnie română ("Tatăl meu era român, Dumitru Jean, și era conductor arhitect" - Jean Constantin). Multă vreme s-a crezut că era născut în 1928; actorul însuși a menținut această confuzie, necontrazicându-i pe cei care l-au „întinerit” cu un an. Numele său de familie era Jean și nu Constantin. Deși s-a vehiculat mult timp ideea că ar fi țigan de origine, actorul nu a confirmat niciodată aceste zvonuri și a făcut haz de ele: „Eu mi-am jucat foarte bine rolurile de țigan și am convins etnia și nu numai, că sunt de al lor.” - Jean Constantin. Reprezentanții țiganilor din Constanța au declarat că Jean Constantin nu era membru al acestei etnii și că acesta era cunoscut în oraș ca grec. Totuși, datorită tenului său mediteranean, a fost ales să joace roluri de țigan în mai multe filme.
A lucrat ca normator într-o fabrică din Constanța, unde a pus bazele unei brigăzi artistice. A debutat ca artist la Casa de Cultură din localitate. La sfârșitul anului 1957, a fost primit în nou-înființata secție de estradă din cadrul Teatrului de Stat „Fantasio”. Actorul a rămas angajat al acestui teatru până la pensionare.

### Activitate
A jucat în filme de la începutul anilor 1960. La sfârșitul deceniului este distribuit în producțiile de succes Prea mic pentru un război atât de mare (1969, r. Radu Gabrea) și Canarul și viscolul (1969, r. Manole Marcus), ambele având ca subiect pierderea pricinuită de apărarea cauzei politice (prin război sau ilegalism). Totuși, nu aceste roluri îl impun, ci partiturile comice jucate începând din 1970 pentru seria B.D. (Brigada Diverse), în compania actorilor Toma Caragiu, Puiu Călinescu, Iurie Darie, Sebastian Papaiani, Dumitru Furdui și Dem Rădulescu. În 1973 colaborează pentru prima oară cu regizorul Sergiu Nicolaescu în filmul Nemuritorii. Serialul Toate pânzele sus (1976), în regia lui Mircea Mureșan, îi aduce un alt rol cu mare priză la public – turcul Ismail. Revanșa (1978) de Sergiu Nicolaescu este primul film în care Constantin interpretează rolul Limbă. Un an mai târziu joacă în comedia Nea Mărin miliardar, de asemenea în regia lui Nicolaescu.
În anii 1980 și 1990 este prezent într-un număr mai mic de producții, în mare parte comedii. Continuă să fie distribuit de Sergiu Nicolaescu în filmele sale. După o pauză de șapte ani, a revenit pe platourile de filmare cu rolul nea Florică din lung-metrajul de debut al lui Cătălin Mitulescu, Cum mi-am petrecut sfârșitul lumii (2006). Ultimele sale filme, Supraviețuitorul (2008) și Poker (2010), au fost regizate de vechiul său colaborator Nicolaescu. A apărut și în serialul Regina, difuzat de postul Acasă TV.

### Ultimii ani și decesul
În 2009 și 2010, actorul a fost internat în mai multe rânduri din cauza problemelor cardiace. A murit miercuri, 26 mai 2010, în apartamentul său din Constanța. Vestea morții a fost făcută publică de către actorul Alexandru Arșinel. Jean Constantin a fost înmormântat în Cimitirul Central din Constanța în ziua de 28 mai.

## Filmografie
- Procesul alb (1965)
- Haiducii (1966) - Parpanghel
- Zodia Fecioarei (1967)
- Maiorul și moartea (1967)
- Zile de vară (1968) – Aurel
- Răpirea fecioarelor (1968) - Parpanghel
- Răzbunarea haiducilor (1968) – Parpanghel
- Baltagul (1969)
- Prea mic pentru un război atît de mare (1970)
- Canarul și viscolul (1970)
- Brigada Diverse intră în acțiune (1970) – Patraulea
- Haiducii lui Șaptecai (1971) - Parpanghel
- Zestrea domniței Ralu (1971) - Parpanghel
- Săptămîna nebunilor (1971) - Parpanghel
- Brigada Diverse în alertă! (1971) – Patraulea
- Asediul (1971)
- B.D. la munte și la mare (1971) – Patraulea
- Revolta haiducilor (1972, serial de televiziune) – Parpanghel
- Explozia (1972) – Tilică
- Adio dragă Nela (1972)
- Ultimul cartuș (1973) - Floacă
- Un comisar acuză (1974)
- Frații Jderi (1974)
- Stejar – extremă urgență (1974)
- Nemuritorii (1974)
- Nu filmăm să ne-amuzăm (1975)
- Evadarea (1975)
- Mastodontul (1975)
- Zile fierbinți (1975)
- Gloria nu cântă (1976)
- Instanța amînă pronunțarea (1976)
- Bunicul și doi delincvenți minori (1976)
- Roșcovanul (1976)
- Cuibul salamandrelor (1977) – Jean
- Împușcături sub clar de lună (1977)
- Toate pînzele sus (serial TV, 1977) - Ismail (ep. 1-12)
- Acțiunea „Autobuzul” (1978) - țiganul
- Eu, tu, și... Ovidiu (1978) – Misică
- Septembrie (1978)
- Melodii, melodii (1978) – impresarul Grecu
- Revanșa (1978) – Limbă
- Totul pentru fotbal (1978) - Max, animatorul galeriei echipei de fotbal
- Nea Mărin miliardar (1979) – șeful primei bande
- Expresul de Buftea (1979) – controlorul de tren
- Brațele Afroditei (1979) - Jean
- Omul care ne trebuie (1979)
- Al treilea salt mortal (1980)
- Pruncul, petrolul și ardelenii (1981)
- Capcana mercenarilor (1981)
- Iancu Jianu zapciul (1981) – Corcodel
- Iancu Jianu haiducul (1981) – Corcodel
- Duelul (1981) – Limbă
- Am o idee!... (1981)
- Un echipaj pentru Singapore (1982)
- Misterele Bucureștilor (1983)
- Un petic de cer (1984) - șoferul Gică
- Secretul lui Bachus (1984) - oenologul Trandafir Bulbuc
- Sosesc păsările călătoare (1985)
- Masca de argint (1985)
- Colierul de turcoaze (1986)
- Cucoana Chirița (1987) - Barabulă
- Secretul lui Nemesis (1987) - James Giovanni Cocoloș
- În fiecare zi mi-e dor de tine (1988)
- Chirița în Iași (1988) - Barabulă
- Misiunea (1989) - serial TV
- Miss Litoral (1991) – nea Mielu, căpitan de cursă lungă
- Atac în bibliotecă (1993)
- A doua cădere a Constantinopolului (1994) – Ismail Janoglu
- Paradisul în direct (1995)
- Punctul zero (1996)
- Sexy Harem Ada Kaleh (2001) – Ismail Demirel
- Cum mi-am petrecut sfârșitul lumii (2006) – nea Florică
- La urgență (serial TV) (2006) - Tatăl lui Cami
- Păcală se întoarce (2006) – țiganul
- Meseriașii (2007) - Petre Pan
- Roming (2007) – Somali
- Supraviețuitorul (2008) – Limbă
- Vine poliția (2008) - Florică
- Regina (2009) - Manole Potcovaru
- Poker (2010)

## Premii și distincții
Președintele României Ion Iliescu i-a conferit artistului Jean Constantin la 7 februarie 2004 Ordinul Meritul Cultural în grad de Ofițer, Categoria D - "Arta Spectacolului", „în semn de apreciere a întregii activități și pentru dăruirea și talentul interpretativ pus în slujba artei scenice și a spectacolului”.
- 2006: Diplomă de excelență în filmul Cum mi-am petrecut sfârșitul lumii[11]